# Manoel Itaqui
Manoel Barbosa Assumpção Itaqui (Itaquí, 28 de agosto de 1876 - Río de Janeiro, 6 de julio de 1945) fue un ingeniero, arquitecto y constructor brasileño activo principalmente en la ciudad de Porto Alegre a inicios del siglo XX.

## Biografía
Nació en Itaquí, hijo de Egydio Carlos Barbosa de Oliveira y Ubaldina de Assumpção. Se casó en Porto Alegre el 6 de diciembre de 1902 con Judith Augusta Antunes de Assumpção con quien tuvo ocho hijos. Se formó en la Escuela de Ingeniería de Porto Alegre egresando en 1901 y comenzó a trabajar en la oficina de Rudolph Ahrons. Volvió a la Escuela de Ingeniería en 1906 como profesor, enseñando arquitectura y encargándosele proyectar la ampliación del edificio central de la escuela y el observatorio astronómico.
Fue el primer director del antiguo Observatorio Astronómico de la Universidad Federal de Río Grande del Sur cuyo edificio fue proyectado por él.
Su contribución a la arquitectura portoalegrense fue extensa y notable habiendo proyectado varios edificios notables en la ciudad entre los que se destaca el Colegio Júlio de Castilhos, los edificios de Curtidurías y Curtidores (hoy el Museo de la Universidad Federal de Río Grande del Sur), del Castelinho, del Chateau, de la Escuela de Agronomía y del Instituto Electrotécnico, todos ellos forman parte de los edificios históricos de la UFRGS donde utilizó originalmente la tendencia ecléctica de la arquitectura de la época con influencias del Art Noveau y del Art déco a las que introdujo en el estado. Junto con el ingeniero Duilio Bernardi también proyectó el Viaducto Otávio Rocha.